# WWE 위민스 월드 챔피언십
WWE 위민스 월드 챔피언십(WWE Women's World Championship)은 WWE에 속한 챔피언십 중 하나의 챔피언십이다. 2016년 역대 두번째 WWE 브랜드 분리 이후 스맥다운 브랜드의 위민스 디비전 활성화를 위해 신설되었으며, RAW에 있는 WWE 위민스 챔피언십은 빨간색 버전이고 스맥다운은 파란색 버전이다. 2023년 6월 12일에 위민스 월드 챔피언십이란 명칭으로 변경되었고 동시에 챔피언십 디자인은 파란색에서 빅 골드로 변경됐다.

## 역사
2016년 제2의 브랜드 분리 이후 WWE에서 스맥다운 위민스 디비전 활성화를 위해 창설했다.
2023년 6월 12일에 파란색 디자인에서 빅 골드 디자인으로 변경되었고, 동시에 명칭은 위민스 월드 챔피언십으로 변경됐다.

## 역대 타이틀 명칭
| 타이틀 명칭                  | 연도            |
| ---------------------------- | --------------- |
| WWE 스맥다운 위민스 챔피언십 | 2016년 ~ 2023년 |
| WWE 위민스 월드 챔피언십     | 2023년 ~ 현재   |

## 기록들
- 초대 챔피언 : 베키 린치
- 최장수 챔피언 : 베일리, 리아 리플리 (379일)
- 최단 기간 챔피언 : 샬럿 플레어 (4분 52초)
- 최다 챔피언 : 샬럿 플레어 (7회)
- 최중량급 챔피언 : 리아 리플리 (77kg)
- 최경량급 챔피언 : 알렉사 블리스 (46kg)
- 최고령 챔피언 : 나오미 (37세 225일)
- 최연소 챔피언 : 알렉사 블리스 (25세 117일)

## 역대 챔피언
- 베키 린치 (초대 챔피언)
- 알렉사 블리스
- 나오미 (현 챔피언)
- 나탈리아
- 샬럿 플레어
- 카멜라
- 아스카
- 베일리
- 사샤 뱅크스
- 비앙카 벨레어
- 론다 라우시
- 리브 모건
- 리아 리플리
- 이요 스카이

## 같이 보기
- WWE 위민스 챔피언십 (1956년~2010년)
- WWE 디바스 챔피언십
- WWE NXT 위민스 챔피언십
- WWE 위민스 챔피언십 (2023년)
- WWF 위민스 태그팀 챔피언십
- WWE 위민스 태그팀 챔피언십
- TNA 녹아웃 월드 챔피언십
- TNA 녹아웃 월드 태그팀 챔피언십
- GFW 위민스 챔피언십
- AEW 위민스 월드 챔피언십